# Overo
Robe du cheval
Overo est le nom de plusieurs robes du cheval génétiquement rattachées au groupe des robes pie, et donc caractérisées par de larges marques blanches associées à une couleur de robe plus foncée. Par défaut, le nom « overo » désigne un phénotype de taches blanches répandues horizontalement sur la tête, l'encolure et les flancs du cheval, ne franchissant pas la ligne du dos, avec des jambes colorées. 
La robe overo dépend du gène dominant O, qui a la particularité de provoquer une maladie génétique mortelle, le syndrome du poulain blanc, dans sa version homozygote. Tous les chevaux phénotypiquement overo sont donc génétiquement hétérozygotes.

## Terminologie
Overo est un nom attribué à plusieurs robes du cheval, génétiquement rattachées au groupe des robes pie, et donc caractérisées par de larges marques blanches associées à une couleur de robe plus foncée. Ce mot espagnol signifie « comme un œuf ». Il est employé par l'American Paint Horse Association pour catégoriser un ensemble de robes pie qui ne sont pas rattachées au tobiano, générant une confusion terminologique de par l'usage américain qui consiste à nommer ainsi tout cheval pie n'étant pas tobiano. Il existe au moins trois marquages pie génétiquement distincts parmi la classification overo : frame, sabino et balzan,.
Par défaut, cependant, le nom « overo » désigne la robe dite overo frame, un nom en référence à la répartition du blanc, semblable à un cadre.

## Description

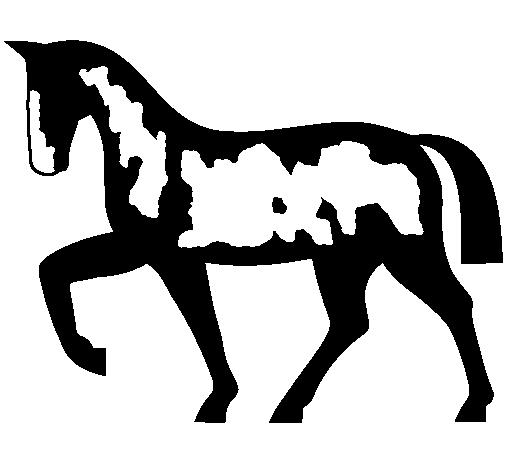
Représentation schématique de la robe frame overo.

La robe overo ressemble visuellement aux autres formes de robes pie, tobiano et sabino. Elle se caractérise par de larges « taches » blanches au milieu du corps, qui ne traversent habituellement pas la ligne du dos. Les jambes, les sabots, le ventre, le dos, la poitrine est l'arrière-main sont habituellement pigmentés dans la couleur de robe de base du cheval. La tête et les yeux sont souvent dépigmentés.

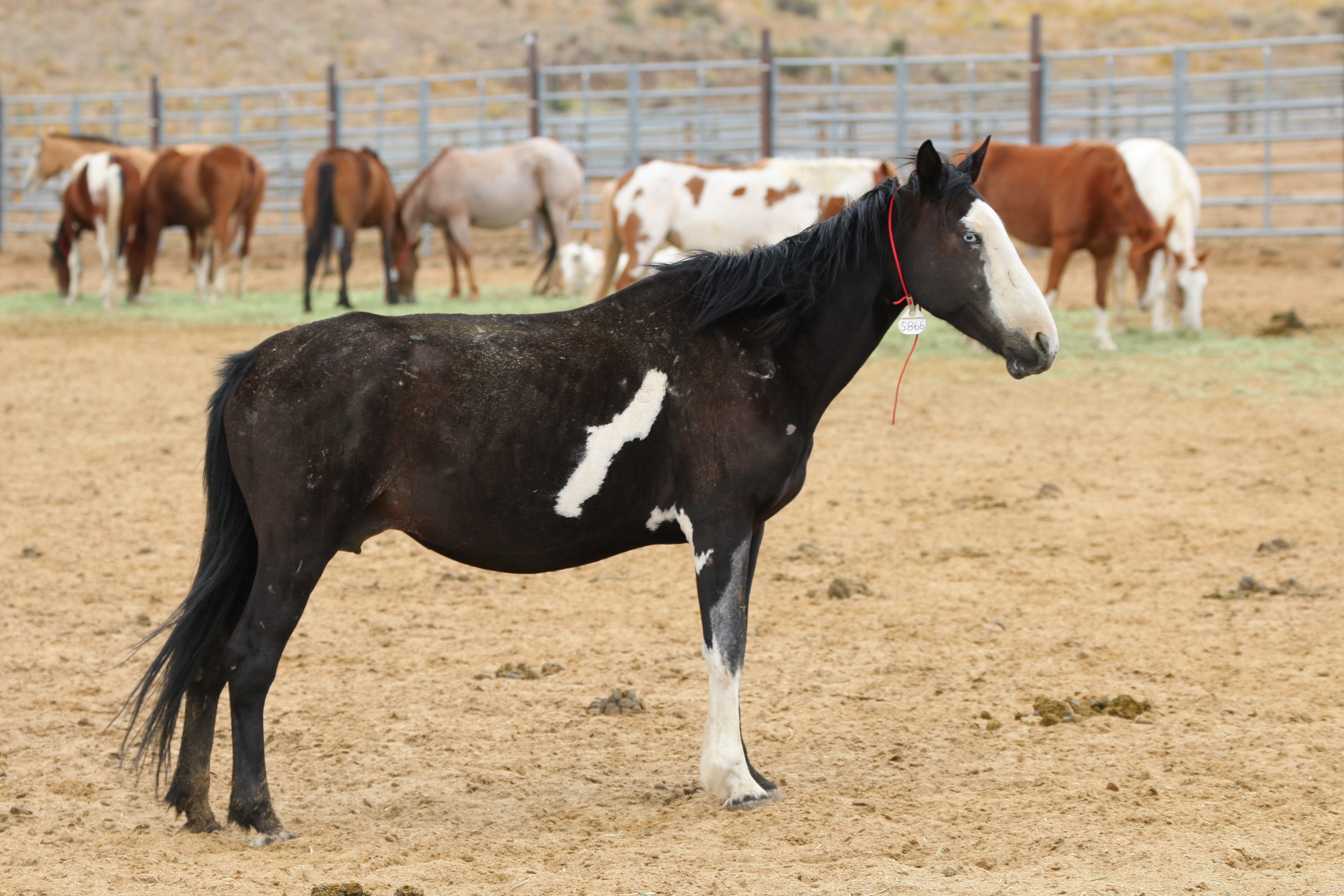
Overo à expression minimale (peu de blanc).
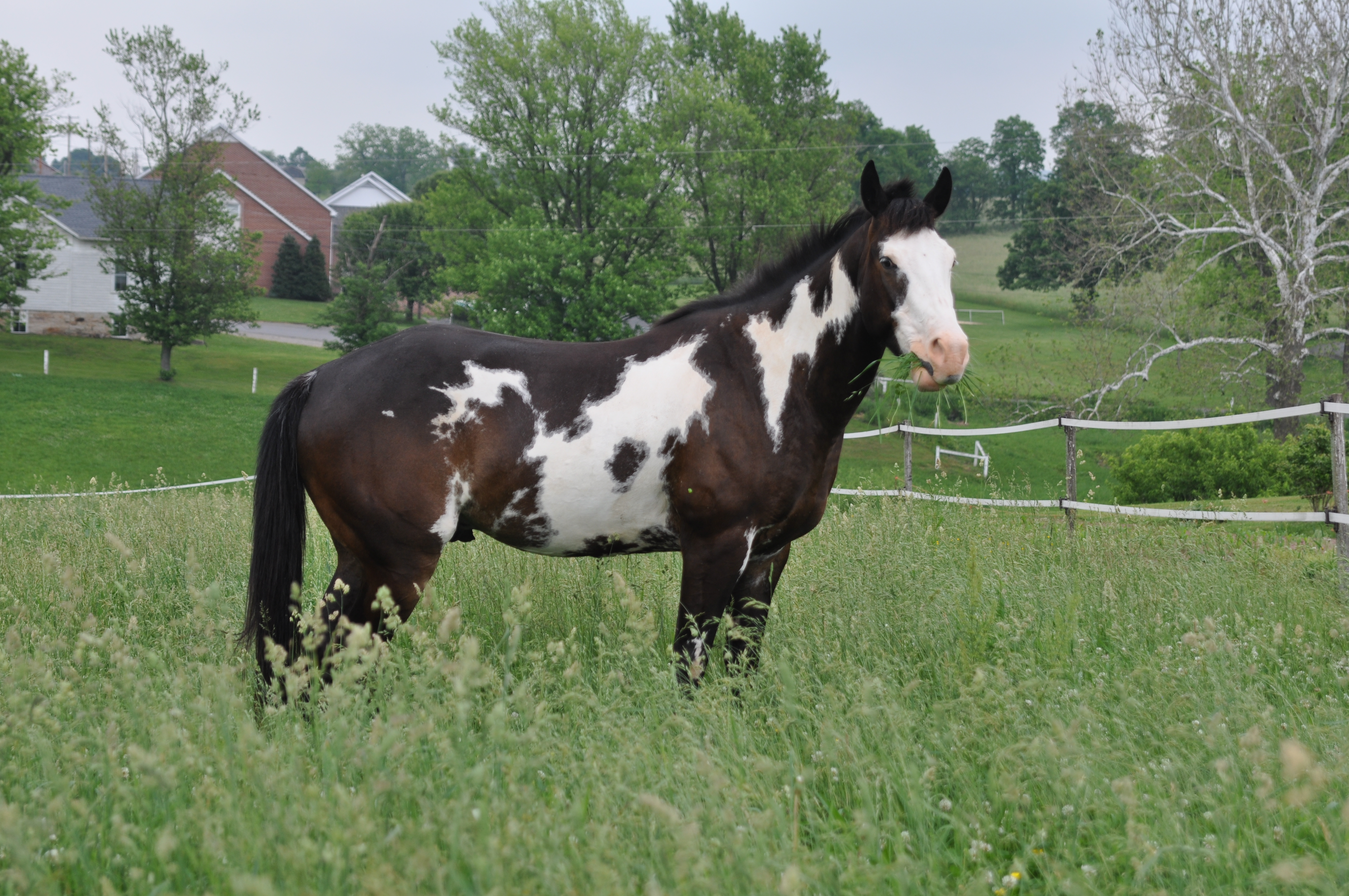
Overo à expression classique.
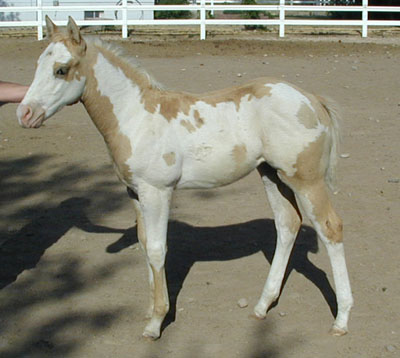
Overo à expression étendue (beaucoup de blanc).

L'extension de ces taches blanches est très variable, pouvant aller d'une absence visible de taches malgré la présence du gène responsable, jusqu'à une apparence à 90 % blanche.

## Histoire
La transmission de la robe overo a fait l'objet d'une première publication en 1994 après une étude chez le Paint Horse, par A. T. Bowling, de l'Université de Californie Davis.

## Fonctionnement génétique
Le gène responsable de la robe overo est hérité de manière autosomique dominante, mais d'autres gènes pourraient en influencer l'expression phénotypique.
L'existence de chevaux enregistrés comme Quarter Horse, et naissant avec des taches overo de parents non-marqués de blanc, avait été relevée antérieurement. Une robe phénotypiquement overo peut donc apparaître spontanément parmi une population de chevaux n'arborant pas de pie visible, vraisemblablement en raison de la présence de reproducteurs portant le gène sans l'exprimer. Chez 10 à 20 % des chevaux hétérozygotes O, le phénotype overo n'est pas apparent.

## Fréquence
L'overo est surtout représenté chez la race américaine du Paint Horse, mais apparaît antérieurement phénotypiquement chez les chevaux des Nord-Amérindiens, et chez des Mustangs. Elle est répertoriée chez quelques chevaux sud-américains, mais ne semble pas exister en Asie.

## Confusions et additivité
Les confusions sont fréquentes avec d'autres formes de robes pie, en particulier le balzan (gènes SW) et le sabino (gène SB-1). En particulier, distinguer un sabino minimal d'un overo minimal à l’œil se révèle ardu, car l'expression phénotypique minimale de ces deux gènes se recoupe.

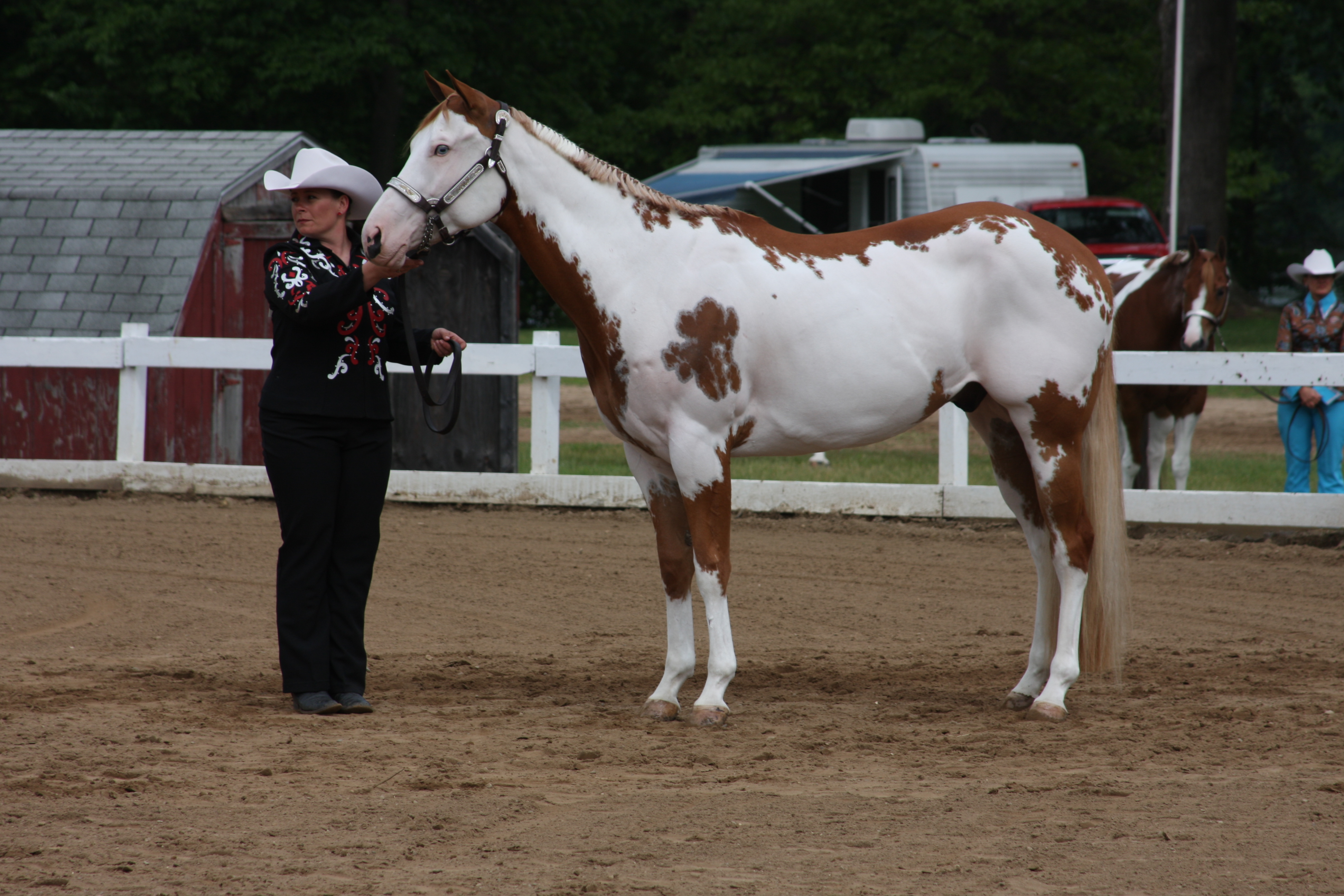
Cheval tovero, avec des traits phénotypiques d'overo et de balzan.
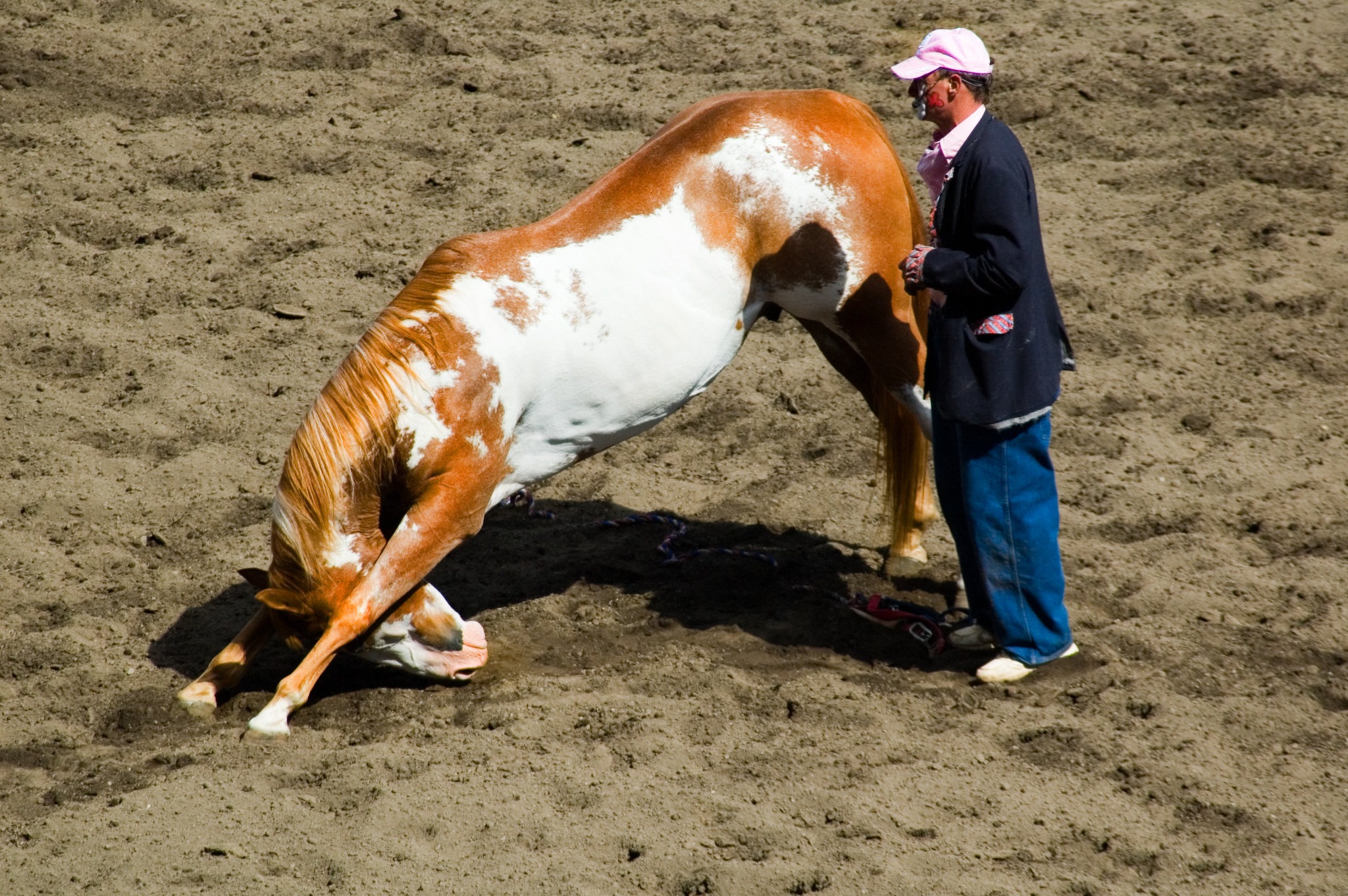
Cheval tovero avec des traits phénotypiques d'overo et de sabino.
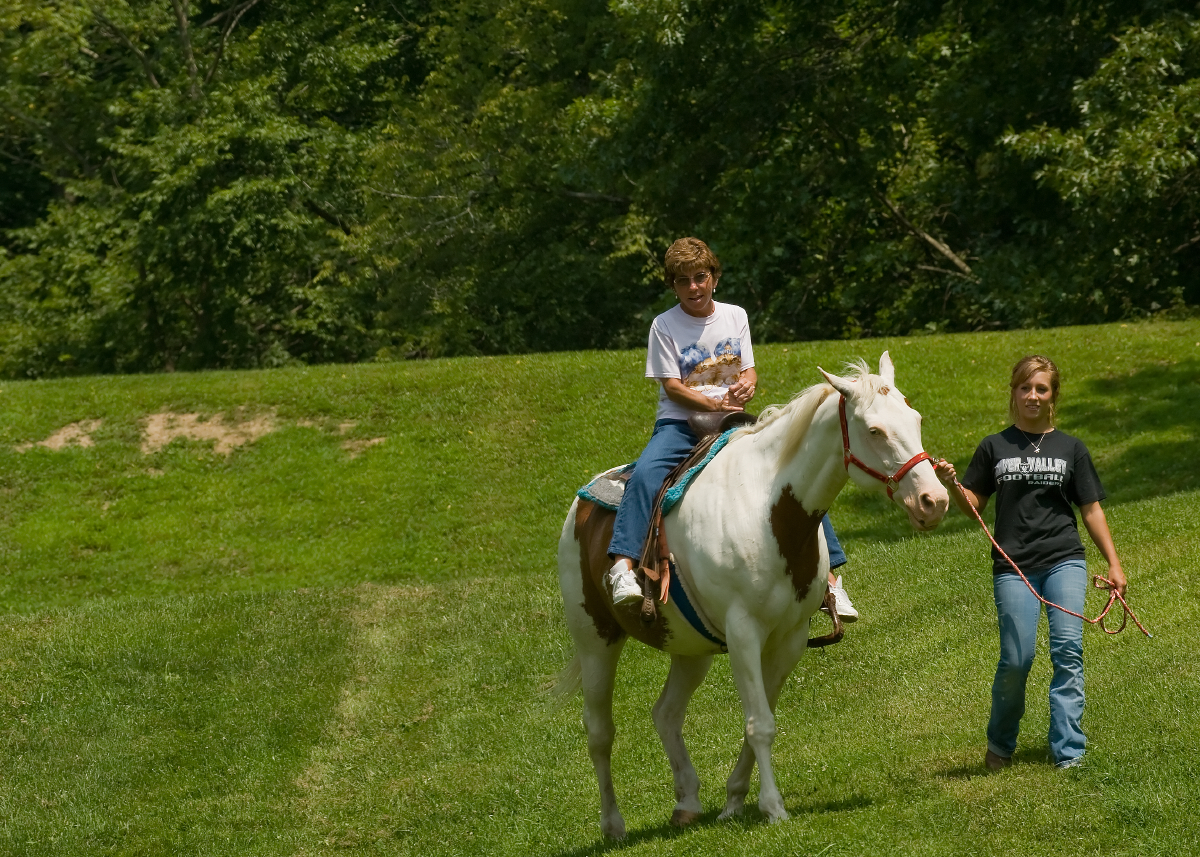
Cheval tovero avec des traits phénotypiques d'overo et de tobiano.

L'overo est additif avec d'autres formes de robes pie, donnant le tovero.

## Santé
La robe overo frame provoque le syndrome du poulain blanc, mortel, dans sa version homozygote,,. Ce syndrome est bien connu en Amérique du Nord où les élevages de chevaux de couleur sont fréquents, mais moins en Europe.
En effet, le frame est causé par la mutation Ile118Lys sur le gène ETB (en),. Les poulains malades sont homozygotes pour une mutation délétère du gène « endothelin receptor B », dont l’activation est essentielle pour le développement et la migration normale des cellules de la crête neurale.